# Ден ДіДіо
Ден ДіДіо (нар. 13 жовтня 1959, Нью-Йорк) — американський письменник, редактор та видавець, який працював у галузі телебачення та коміксів. З лютого 2010 року по лютий 2020 року він був співвидавцем DC Comics разом з Джимом Лі.
ДіДіо приєднався до DC Comics у січні 2002 року, як віцепрезидент-редактор, а також як автор журналу Superboy (випуски від 94 до 100). У жовтні 2004 року він отримав посаду віцепрезидента — виконавчого редактора DC Universe. З 2006 року DiDio пише щотижневу колонку під назвою "DC Nation", яка з'являється на кінцевій сторінці більшості головних назв супергероїв DC Comics. 18 лютого 2010 року ДіДіо став співвидавцем DC Comics разом із Джимом Лі.
Ден Дідіо повернувся до написання коміксів із короткими історіями для спеціальних акцій на Хеллоуїн 2008 року. У січні 2010 року DiDio створив випуск «Дивних західних казок» на кросовер «Найчорніша ніч» і взяв на себе регулярні щомісячні сценарії «The Outsiders». Як співавтор, він керував перезавантаженням усіх поточних назв DC і був співавтором серії OMAC разом із художником Кітом Гіффеном. ДіДіо написав «Претенденти невідомої історії» для «DC Universe Presents», яку намалював Джеррі Ордуей.